# Дампху
Дампху (англ. Damphu) — город в Бутане, административный центр Центрального дзонгдэя и дзонгхага Циранг.
Население города составляет 1666 человек (по переписи 2005 г.), а по оценке 2012 года — 1806 человек.
Население составляют преимущественно индийские и непальские народы, значительное количество индуистов и сильная индуистская община.
Среднегодовые осадки составляют 1818 мм/год. Минимальная температура +6,5 °C, а максимальная поднимается до 26,4 °C.
До аэропорта Паро приблизительно 79-89 км
Через Дампху проходит дорога с севера от Вангди-Пходранг на юг к пограничному городу Сарпанг.
Скауты Бутана выбрали Дампху для проведения первого Национального слёта скаутов, который прошёл с 31 января 2006 года по 6 февраля 2007 года.

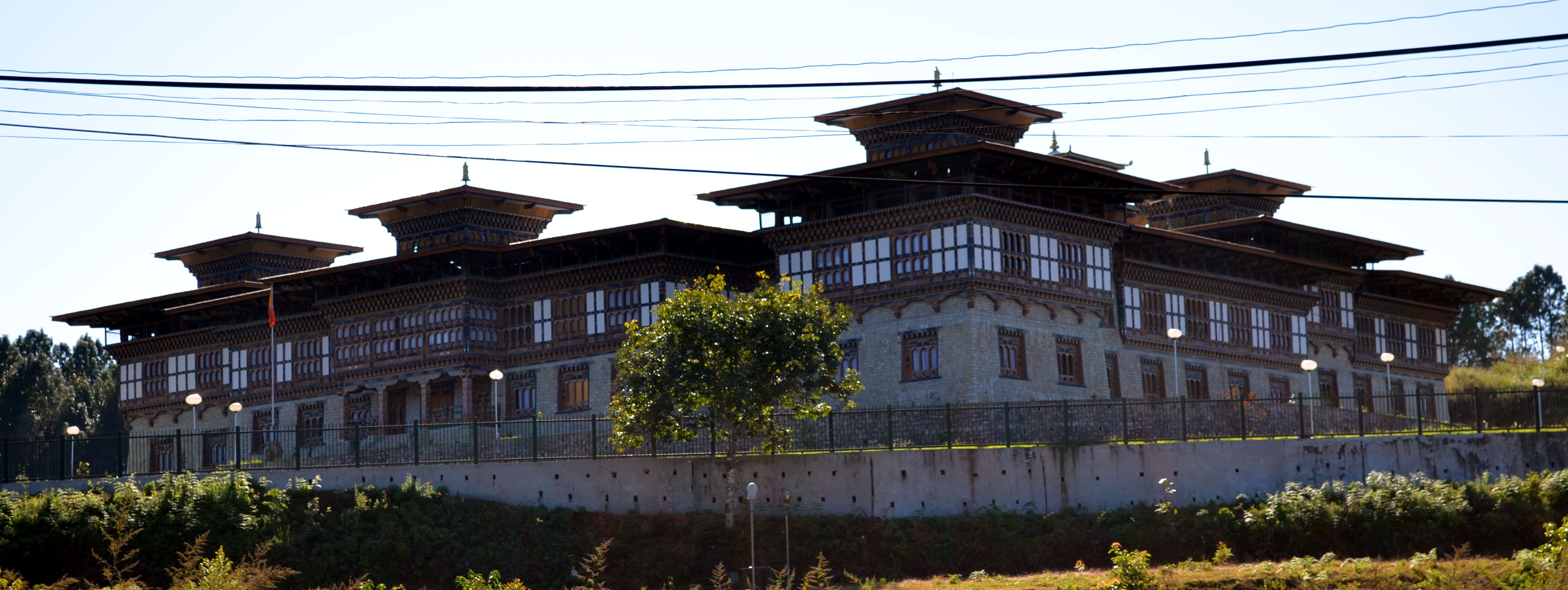
Дзонг в Дампху